# Alan Anatoljewitsch Chugajew

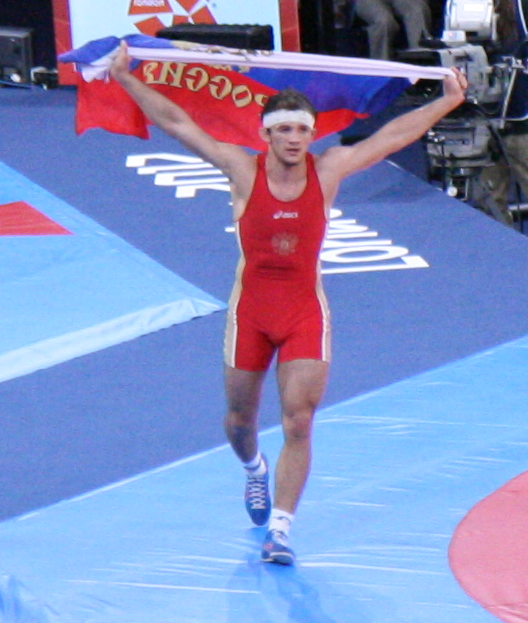
Alan Chugajew feiert seinen Olympiasieg 2012

Alan Anatoljewitsch Chugajew (ossetisch Хуыгаты Анатолийы фырт Алан; russisch Алан Анатольевич Хугаев; * 27. April 1989 in Ordschonikidse) ist ein russischer Ringer ossetischer Herkunft. Er wurde 2011 Vize-Europameister und 2012 Olympiasieger im griechisch-römischen Stil im Mittelgewicht.

## Werdegang
Alan Chugajew begann im Jahre 1999 als Jugendlicher mit dem Ringen. Er startet für den Sportclub Torpedo Wladikawkas und wird bzw. wurde von Wladimir Uruimagow u. Wachtang Kaglojew trainiert. Er startet ausschließlich im griechisch-römischen Stil und bei einer Größe von 1,82 Metern im Mittelgewicht, der Gewichtsklasse bis 82 kg Körpergewicht. Er ist Student, bestreitet seinen Lebensunterhalt aber z. Zt. ausschließlich mit dem Ringen.
Seine internationale Karriere begann er bei der Junioren-Europameisterschaft 2007 (Juniors) in Belgrad, wo er sich im Mittelgewicht den Titel vor Timo Kallio aus Finnland und Sergo Ninua aus Georgien holte. Der nächste große Erfolg gelang ihm bei der Junioren-Weltmeisterschaft 2009 in Ankara. Er stand bei dieser Meisterschaft im Finale dem Iraner Babak Hossein Ghorbani Goldasteh gegenüber, gegen den er knapp nach Punkten unterlag.
2011 startete Alan Chugajew beim renommierten Iwan-Poddubny-Memorial, einem Fila-Golden-Grand-Prix-Turnier, in Tjumen und gewann dieses Turnier im Mittelgewicht. Dabei bezwang er im Endkampf den Olympiasieger von 2004 und vielfachen Welt- und Europameister Alexei Mischin aus Russland und erwarb damit die Fahrkarte zur EM 2011 in Dortmund. In Dortmund kam er zu Siegen über Vincenzo Scibilia, Italien, Artur Schahinjan, Armenien und Jan Fischer (Ringer) aus Deutschland und stand im Finale Wassyl Ratschyba, einem Überraschungsmann aus der Ukraine, gegenüber und unterlag diesem nach Punkten. Damit wurde er Vize-Europameister. Bei der russischen Meisterschaft 2011 verlor er im Finale gegen den Altmeister Alexei Mischin und belegte den 2. Platz.
Etwas überraschend feierte Alan Chugajew bei den Olympischen Spielen 2012 in London den bisher größten Erfolg in seiner noch jungen Ringerlaufbahn, denn er wurde mit Siegen über Alim Selimow, Belarus, Danijal Gadschijew, Kasachstan, Wladimer Gegeschidse, Georgien und Karam Ibrahim, Ägypten, Olympiasieger.
2013 wurde Alan Chugajew bei der russischen Meisterschaft im Finale von Alexei Mischin besiegt. Mischin wurde deshalb vom russischen Ringerverband bei der Welt- und bei der Europameisterschaft dieses Jahres eingesetzt. Für Alan Chugajew blieb nur der Start bei der Universiade in Kasan, bei der er in überlegenem Stil siegte.

## Internationale Erfolge
| Jahr | Platz | Wettbewerb                                 | Gewichtskl. | Ergebnis |
| 2007 | 1.    | Junioren-EM (Juniors) in Belgrad           | Mittel      | vor Timo Kallio, Finnland u. Sergo Ninua, Georgien |
| 2007 | 15.   | Junioren-WM (Juniors) in Peking            | Mittel      | nach einem Sieg über Hrvoje Savak, Kroatien u. einer Niederlage gegen Liu Yingwei, Volksrepublik China                                                                                 |
| 2008 | 5.    | Junioren-EM (Juniors) in Košice            | Mittel      | hinter Robert Papp, Rumänien, Alexander Schischman, Ukraine, C. Johansson, Schweden u. Ardo Arusaar, Estland                                                                           |
| 2009 | 2.    | Junioren-WM (Juniors) in Ankara            | Mittel      | nach Siegen über Hrvoje Savak, Nikolai Bajrakow, Bulgarien, Tuomas Tarino, Finnland u. Murtaza Taghiew, Aserbaidschan u. einer Niederlage gegen Babak Hossein Ghorbani Goldasteh, Iran |
| 2010 | 10.   | Großer Preis von Deutschland in Dortmund   | Mittel      | Sieger: Jan Fischer (Ringer), Deutschland vor Zoltán Fodor, Ungarn |
| 2010 | 1.    | Henry-Deglane-Memorial in Nizza            | Mittel      | vor Alain Hassli und Cyril Vescan, bde. Frankreich u. Talan Knox, USA |
| 2011 | 1.    | Iwan-Yarigin-Memorial in Tjumen            | Mittel      | vor Alexei Mischin u. Asamat Bikbajew, bde. Russland u. Charles Betts, USA |
| 2011 | 4.    | Welt-Cup in Minsk                          | Mittel      | hinter Taleb Nariman Nematpour, Iran, Hassan Saman Tahmasebi, Aserbaidschan und Alim Selimow, Belarus                                                                                  |
| 2011 | 2.    | EM in Dortmund                             | Mittel      | nach Siegen über Vincenzo Scibilia, Italien, Artur Schahinjan, Armenien und Jan Fischer u. einer Niederlage gegen Wassyl Ratschyba, Ukraine                                            |
| 2012 | Gold  | OS in London                               | Mittel      | mit Siegen über Alim Selimow, Belarus, Danijal Gadschijew, Kasachstan, Wladimer Gegeschidse, Georgien und Karam Ibrahim, Ägypten                                                       |
| 2013 | 5.    | „Vehbi-Emre“-Memorial in Istanbul          | Mittel      | hinter Selçuk Çebi, Türkei, Revazi Nadareischwili, Georgien, Ali Gheitasikaschkouli und Hossein Nouri, beide Iran                                                                      |
| 2013 | 1.    | Adriatic Trophy in Porec/Kroatien          | Mittel      | vor Patrik Szabo, Ungarn, Kresimir Franic, Kroatien und Amer Hrustanovic, Österreich                                                                                                   |
| 2013 | 1.    | Universiade in Kasan                       | Mittel      | vor Maksim Manukjan, Armenien, Jawid Hamsatow, Belarus und Schan Belenjuk, Ukraine |
| 2013 | 1.    | Sportaccord Combat Games in St. Petersburg | Mittel      | vor Elvin Mursalijew, Aserbaidschan |
| 2013 | 4.    | Copa Brasil in Rio de Janeiro              | Halbschwer  | hinter Nikita Melnikow und Musa Ewlojew, beide Russland und Iwan Burtubow, Argentinien                                                                                                 |

## Russische Meisterschaft
| Jahr | Platz | Gewichtsklasse | Ergebnisse                                                         |
| 2012 | 1.    | Mittel         | vor Alexei Mischin, Oleg Schokalow und Saur Kareschew              |
| 2013 | 2.    | Mittel         | hinter Alexei Mischin, vor Emil Scharafetdinow und Asamat Bikbajew |

Erläuterungen
- alle Wettbewerbe im griechisch-römischen Stil
- OS = Olympische Spiele, WM = Weltmeisterschaft, EM = Europameisterschaft
- Mittelgewicht, Gewichtsklasse bis 84 kg Körpergewicht (bis 31. Dezember 2013, seit 1. Januar 2014 gilt eine neue Gewichtsklasseneinteilung durch die FILA)